# Skulska Wieś (jezioro)
Skulska Wieś – jezioro w Polsce, położone w województwie wielkopolskim, w powiecie konińskim, w gminie Skulsk, leżące na terenie Pojezierza Żnińsko-Mogileńskiego.
Zajmuje powierzchnię 1,3245 km².